# Cem Özüduru
 (octobre 2018).
Si vous disposez d'ouvrages ou d'articles de référence ou si vous connaissez des sites web de qualité traitant du thème abordé ici, merci de compléter l'article en donnant les références utiles à sa vérifiabilité et en les liant à la section « Notes et références ».
Cem Özüduru est un auteur de bande dessinée turc, né en 1987. 

## Biographie
Ozuduru a commencé à écrire et dessiner professionnellement dans le magazine mensuel de bande dessinée Rodeo Strip (tr) en 2005.
Surnommé « the dreamcatcher » par ses fans, Ozuduru a récemment[Quand ?] fini sa première histoire longue au format bande dessinée : Zombistan, 2009. C'est la première authentique bande dessinée publiée par un auteur turc si jeune : habituellement, les auteurs turcs de bande dessinée voient leurs pages publiées dans des magazines humoristiques hebdomadaires et quelques-uns de ces travaux sont plus tard collectés, une fois l'auteur arrivé à maturité[réf. nécessaire]. Cem Özüduru a été d'ailleurs interviewé par  Hurriyet en tant que plus jeune auteur de comics juste après la publication de Zombistan.
Zombistan, qui se déroule dans une Istanbul actuelle, fin des années 2000, montre les réactions d'un groupe de personnes face à une invasion zombie. En même temps, l'histoire permet d'aborder divers aspects de la politique de la Turquie à travers les choix des divers protagonistes dans leur volonté de survivre.
Des dessins d'Ozuduru apparaissent dans Altyazi (tr), un magazine mensuel consacré au cinéma. 

## Œuvres
- Zombistan, 2009